# Papa Clemente I
Papa Clemente I, generalmente noto come Clemente di Roma per distinguerlo dall'omonimo di Alessandria (Roma, ... – Cherson, tra il 97 e il 101), è stato il 4º vescovo di Roma e papa della Chiesa cattolica dall'88/92 al 97/99; viene considerato uno dei padri della Chiesa.
La Chiesa cattolica e quelle ortodosse lo venerano come santo. Delle sue opere si conoscono solo uno scritto autentico, la Lettera di Clemente scritta nel pieno del suo pontificato, e molti altri di dubbia attribuzione, come la Lettera di Pseudo-Clemente scritta più di 70 anni dopo la lettera autentica. È considerato il primo papa della storia ad aver rinunciato al suo incarico, ma le fonti storiografiche sono dubbie e imprecise.

## Biografia
Origene Adamanzio identificava papa Clemente con l'aiutante di Paolo di Tarso (Lettera ai Filippesi, IV, 3, e 80), così facevano Eusebio, Epifanio e Girolamo, ma questo Clemente, probabilmente, era un filippese. A metà del XIX secolo si identificava il papa col console del 95, Tito Flavio Clemente che fu martirizzato da suo cugino, l'imperatore Domiziano, alla fine del consolato. Ma i testi antichi, tuttavia, affermano che il papa visse fino al regno di Traiano. È improbabile anche che fosse un membro della famiglia imperiale. Probabilmente era un liberto o figlio di un liberto della famiglia imperiale, che ne includeva migliaia o decine di migliaia.

### Morte, abdicazione e sepoltura
Sulla data della morte, diverse fonti sembrano propendere per l'anno 101, mentre è generalmente accettato che il successore Evaristo abbia preso il suo posto come vescovo di Roma nel 97, all'epoca dell'esilio ordinato da Traiano. In tal caso si tratterebbe della prima rinuncia all'ufficio di romano pontefice di un papa, sebbene dovuta a cause di forza maggiore.

### Questione del martirio
Della vita e morte di Clemente non si conosce nulla. Gli Atti, apocrifi in lingua greca, del suo martirio furono stampati nel Patres Apostolici del 1724, basato sugli studi di Jean-Baptiste Cotelier. Questi, ricchi di narrazioni in parte leggendarie, riferiscono di come convertì Teodora, moglie di Sisinnio, un cortigiano di Nerva e, dopo alcuni presunti miracoli, Sisinnio stesso ed altre 423 persone di un certo rango. Traiano bandì il papa in Crimea dove, secondo la leggenda miracolistica, avrebbe dissetato 2000 persone. Molte persone di quel paese si convertirono ed edificarono 75 chiese.
Traiano, per tutta risposta, ordinò che Clemente fosse gettato in mare con un'ancora di ferro al collo. Dopo questi avvenimenti, ogni anno, il mare recedeva di due miglia, fino a rivelare un sacrario costruito "miracolosamente" che conteneva le ossa del martire e permetteva ai fedeli di recarvisi. Questa leggenda non è antecedente al IV secolo ed era sicuramente conosciuta da Gregorio di Tours nel VI. Intorno all'868, San Cirillo, che si trovava in Crimea per evangelizzare i popoli slavi, rinvenne in un tumulo (non in una tomba subacquea) delle ossa e un'ancora. Immediatamente si credette che queste fossero le reliquie di Clemente. Trasportate a Roma da Cirillo, furono deposte da papa Adriano II, insieme a quelle di Ignazio di Antiochia, sotto l'altare maggiore della basilica inferiore di San Clemente. La storia di questa traslazione è piuttosto verosimile, ma esistono anche altre tradizioni sulla antica venerazione delle reliquie a Cherson (Crimea) e la loro traslazione a Kiev. Clemente venne menzionato per la prima volta come martire da Tirannio Rufino (circa 400).
Papa Zosimo, in una lettera del 417 ai vescovi africani, riferiva del processo e della parziale assoluzione dell'eretico Celestio svoltisi nella basilica di San Clemente; il papa scelse questa chiesa perché Clemente aveva appreso la fede da Pietro in persona, e aveva dato la vita per lui. Venne annoverato tra i martiri anche dallo scrittore noto come Praedestinatus (circa 430) e dal Sinodo di Vaison del 442. Critici moderni ritengono possibile che il suo martirio fosse stato suggerito da una confusione con il suo omonimo, il console martirizzato. Comunque, non essendoci tradizioni di una sua sepoltura a Roma, si suppone che sia morto in esilio per cause naturali.

## Pontificato

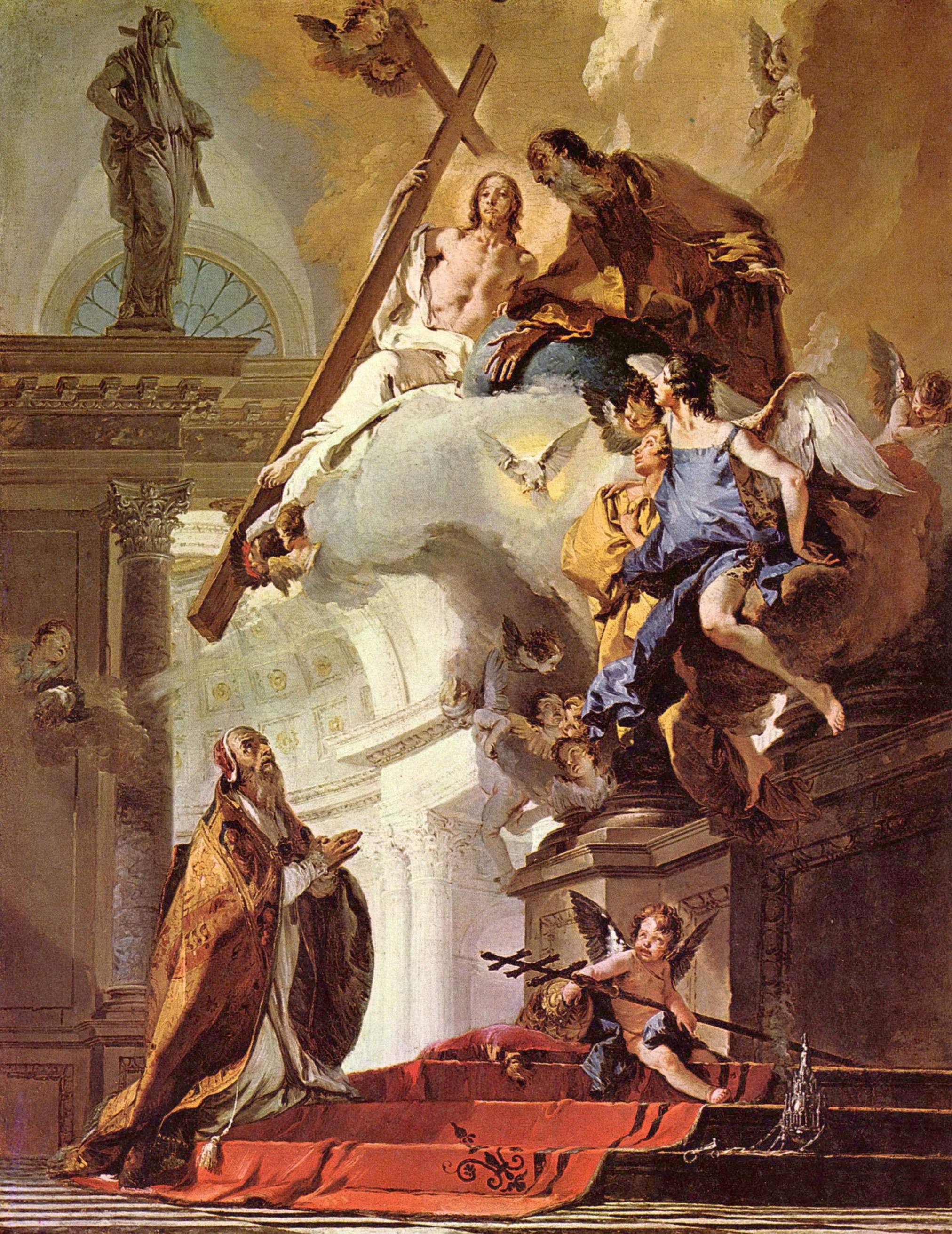
La visione di San Clemente, opera di Giambattista Tiepolo, ca. 1730 ca, Londra, National Gallery.

Secondo Tertulliano, che scriveva intorno al 199, la Chiesa di Roma sosteneva che Clemente fosse stato ordinato da Pietro e Girolamo affermava che ai suoi tempi la maggior parte dei latini "era convinta che Clemente fosse l'immediato successore dell'Apostolo". Epifanio di Salamina riferisce che Clemente fu ordinato da Pietro, gli successe ma lasciò la carica a Lino, per poi riprenderla, forse costretto, alla morte di Cleto. Gli antichi documenti, comunque, mostrano grande incertezza nella sua collocazione temporale.
L'elenco più antico dei papi fu stilato da Egesippo durante il pontificato di papa Aniceto, l'11°, solo verso il 160. Questo elenco sembra sia stato usato da Ireneo di Lione (Adversus Haereses, III, 3), da Sesto Giulio Africano autore di una cronologia nel 222, dall'ignoto scrittore del III o IV secolo di un poema in latino contro Marcione, da Ippolito di Roma (che estese questa cronologia fino al 234) e, probabilmente, dall'autore del Catalogo Liberiano del 354. Quest'ultimo fu preso a riferimento per la stesura del Liber pontificalis. Eusebio di Cesarea, per la sua cronaca e per la sua storia, si basò sui dati dell'Africano; nella seconda opera, però, corresse leggermente le date. La Cronaca di Girolamo è una traduzione di Eusebio, ed è l'unico mezzo a disposizione per risalire agli originali greci perduti del grande autore. Di seguito le variazioni di ordine dei primi papi, dopo san Pietro:
- Lino, Cleto, Clemente (Egesippo, Epifanio, Canone della Messa).
- Lino, Anacleto, Clemente (Ireneo di Lione, Africano, Eusebio, Girolamo).
- Lino, Cleto, Anacleto, Clemente (Poema contro Marcione),
- Lino, Clemente, Cleto, Anacleto (Ippolito di Roma (?), Catalogo Liberiano, Liber Pontificalis).
- Lino, Clemente, Anacleto (Ottato di Milevi, Agostino d'Ippona).

A oggi nessun critico dubita che Cleto, Anacleto e Anèncleto siano la stessa persona. Anacleto è infatti la forma latina di Anèncleto, mentre Cleto è un diminutivo (più cristiano) di Anèncleto. Il Lightfoot riteneva che la trasposizione di Clemente nel Catalogo Liberiano fosse un mero errore, simile all'errore Anicetus, Pius (che in realtà era Pius Anicetus) che si trova più avanti nello stesso elenco. Ma potrebbe essere stata una modifica intenzionale voluta da Ippolito, sulla base della tradizione riportata da Tertulliano. Ireneo affermava che Clemente "vide gli apostoli benedetti e conversò con loro, e aveva ancora nelle orecchie il suono della predicazione degli apostoli e aveva la loro gestualità davanti agli occhi, e non era il solo vivente a cui fosse stato insegnato dagli apostoli". Similmente Epifanio narrava (da Egesippo) che Clemente era un contemporaneo di Pietro e di Paolo di Tarso. Entrambi attribuivano 12 anni di pontificato sia a Lino che a Cleto.
Se Ippolito nel Poema contro Marcione trovò Cleto due volte per un errore, l'ascesa di Clemente sembrerebbe essere avvenuta 36 anni dopo la morte degli apostoli, dove si colloca Anacleto (il "secondo Cleto"). Ciò significherebbe che sarebbe stato quasi impossibile per Clemente essere loro contemporaneo (si arriva all'anno 103 circa e Clemente avrebbe dovuto essere già molto anziano al momento dell'elezione), per cui Ippolito lo spostò a una posizione precedente, quella dov'era il "primo Cleto" per conciliare la sua successione con le informazioni secondo cui conobbe gli apostoli. Ancora, affermava Epifanio: «Se ricevette l'ordinazione episcopale da Pietro al tempo degli apostoli, e declinò l'ufficio, dato che in una delle sue epistole affermava 'mi ritiro, parto, lasciate che il popolo di Dio sia in pace' (Memorie di Egesippo), o se fu consacrato da Anacleto dopo la sua successione agli apostoli, non lo sappiamo.» Sembra improbabile che Epifanio faccia questa affermazione solo per citare l'Epistola; probabilmente Epifanio voleva dire che Egesippo riportava che Clemente era stato sì ordinato vescovo da Pietro ma aveva rifiutato di succedergli, ma ventiquattro anni più tardi, scelto a succedergli da Anacleto, esercitò realmente quell'ufficio per nove anni. Epifanio non era in grado di conciliare questi due fatti; Ippolito, tuttavia, sembra avere rifiutato la seconda tesi. L'ipotesi che Clemente fosse stato consacrato vescovo da Pietro e poi da lui scelto per succedergli nell'ufficio ma avesse rifiutato, per essere di nuovo scelto da Anacleto come successore ventiquattro anni dopo, sembra l'unica soluzione per conciliare questi dati.

### Cronologia
Non è difficile risalire alle date indicate da Egesippo. Epifanio indicava che il martirio degli Apostoli ebbe luogo nel dodicesimo anno del regno di Nerone. L'Africano lo calcolò al quattordicesimo anno (aveva attribuito un anno in meno ai regni di Caligola e Claudio), e aggiunse la data imperiale per l'ascesa di ogni papa; ma, avendo calcolato due anni in meno fino ad Aniceto, il suo calcolo non poteva coincidere con gli anni di episcopato forniti da Egesippo. Ebbe anche difficoltà analoghe per il suo elenco dei vescovi di Alessandria.
Se si inizia, come intese Egesippo, con Nerone 12 (vedasi l'ultima colonna della seguente tabella), la somma dei suoi anni ci porta in maniera corretta fino agli ultimi tre Papi. Ma l'Africano partì con un errore di due anni, e, per trovarsi con la data corretta per Igino, dovette considerare un anno di pontificato in meno a ognuno dei papi precedenti, Sisto e Telesforo. Ma c'è una data in contraddizione, Traiano 2 che considera, per Clemente ed Evaristo, sette e dieci anni invece di nove e di otto.
| Egesippo   |    | S. G. Africano (da Eusebio) |    | Intervallo |              |    | Data reale |
| ---------- | -- | --------------------------- | -- | ---------- | ------------ | -- | ---------- |
| Lino       | 12 | Nerone                      | 14 | 12         | Nerone       | 12 | 66         |
| Anacleto   | 12 | Tito                        | 2  | 12         | Vespasiano   | 10 | 78         |
| Clemente   | 9  | Domiziano                   | 12 | (7)        | Domiziano    | 10 | 90         |
| Evaristo   | 8  | Traiano                     | 2  | (10)       | Traiano      | 2  | 99         |
| Alessandro | 10 | Traiano                     | 12 | 10         | Traiano      | 10 | 107        |
| Sisto      | 10 | Adriano                     | 3  | (9)        | Adriano      | 1  | 117        |
| Telesforo  | 11 | Adriano                     | 12 | (10)       | Adriano      | 11 | 127        |
| Igino      | 4  | Antonino Pio                | 1  | 4          | Antonino Pio | 1  | 138        |
| Pio        | 15 | Antonino Pio                | 5  | 15         | Antonino Pio | 5  | 142        |
| Aniceto    |    | Antonino Pio                |    | 20         | Antonino Pio | 20 | 157        |

Evidentemente si sentì di inserire una data riportata dalla tradizione, ed infatti la data di Traiano 2 è la data riportata da Egesippo. Ora, sappiamo che Egesippo parlò della conoscenza diretta di Clemente con gli Apostoli e non disse niente su altri papi martiri a eccezione di Telesforo. Non è sorprendente, poi, notare che l'Africano aveva, oltre alle lunghezze dell'episcopato, due date fisse riprese da Egesippo, quella della morte di Clemente nel secondo anno del regno di Traiano e quella del martirio di Telesforo nel primo anno del regno di Antonino Pio. Pertanto possiamo supporre che, intorno al 160, si credesse che Clemente fosse morto nel 99.

## Scritti
A papa Clemente I è attribuita la cosiddetta Prima lettera di Clemente, indirizzata alla Chiesa di Corinto e con la quale rispondeva a una richiesta di dirimere una questione originatasi dalla ribellione di alcuni fedeli della Chiesa di Corinto, i quali avevano destituito i loro presbiteri e nominati altri. Clemente esortava i membri della Chiesa corinzia alla concordia, biasimando i personalismi e le ambizioni dei singoli. È stato rilevato che questa lettera è di grande importanza poiché, oltre a fornire preziose informazioni sulla vita delle prime comunità cristiane, attesta che già a quei tempi la Chiesa di Roma godeva di una particolare autorità rispetto alla altre comunità cristiane, dato che Corinto, Chiesa fra le prime fondate, si rivolgeva a quella di Roma per dirimere una questione interna. Tale importanza venne riconosciuta molto presto, tanto che la lettera venne inserita nel Codex Alexandrinus ed era considerata dalla Chiesa Siriaca fra gli scritti canonici. Tuttavia, non tutti gli studiosi ritengono che sia stata la Chiesa di Corinto a rivolgersi al vescovo di Roma: non essendoci notizie certe in merito, è stata anche avanzata l'ipotesi che il vescovo di Roma sia stato informato da alcuni cristiani romani presenti a Corinto e spettatori delle divisioni nella Chiesa locale.
Molti scritti sono invece stati falsamente attribuiti a papa Clemente I:
- la Seconda lettera di Clemente ai Corinzi, un'antica omelia scritta da un autore ignoto e ritrovata in due manoscritti greci e in uno siriaco contenenti anche la Prima lettera;[14]
- due Epistole alle Vergini, in siriaco. Gli originali greci sono andati perduti. È conosciuta una traduzione siriana conservata in un manoscritto della Peshitta del 1470 e, per i primi otto capitoli della prima Lettera, una traduzione copta.[15] Molti critici le hanno credute autentiche, perché erano conosciute nel IV secolo sia da Epifanio[16] sia da Girolamo,[17] ma attualmente è assodato che non possono essere state scritte dallo stesso autore dell'Epistola ai Corinzi.[15] Alcuni studiosi, come Karl Josef von Hefele e Westcott le hanno datate alla seconda metà del II secolo, ma è più probabile che risalgano al terzo (Adolf von Harnack, Lightfoot, Quasten).[18] Harnack pensava che le due lettere, in origine, fossero un solo scritto e così Quasten;[15]
- le Pseudo-Clementine, un romanzo di autore ignoto di cui restano venti Omelie, precedute da due lettere, e dieci libri di Riconoscimenti, completi solo nella traduzione latina, oltre ad alcuni estratti in greco e in arabo;[19]
- all'inizio delle Decretali pseudoisidoriane ci sono cinque lettere attribuite a Clemente. La prima è la lettera di Clemente a Giacomo tradotta da Rufino; la seconda è un'altra lettera a Giacomo. Le altre tre sono opera dello Pseudo-Isidoro;
- vennero attribuite a Clemente anche le Costituzioni apostoliche, i Canoni apostolici, il Testamento di Nostro Signore e un'Anafora Giacobita.

## Culto
La Chiesa cattolica celebra la sua memoria liturgica il 23 novembre, giorno della tumulazione a Roma. Le Chiese ortodosse e le Chiese cattoliche orientali di rito bizantino, invece, lo ricordano il 24 novembre.
Il suo corpo, all'epoca di papa Adriano II, fu traslato a Roma dai Santi Cirillo e Metodio e sepolto nella Basilica di San Clemente al Laterano, che già prima era stata edificata sotto il suo nome.
Dal Martirologio Romano:
È patrono della città di Velletri, nella quale sembra abbia portato la fede in Cristo, ed è venerato nella città di Casamarciano. È, inoltre, compatrono della Diocesi di Velletri - Segni, insieme a San Bruno vescovo (patrono di Segni). Nella città di Santa Cruz de Tenerife, in Spagna, si trova la tibia di San Clemente, dono di un Patriarca di Antiochia alla Chiesa Madre della Concezione, che storicamente è stata una delle reliquie più venerate della città.

## Iconografia
Nell'arte, San Clemente può essere riconosciuto come un papa con un'àncora e un pesce. Talvolta c'è, in aggiunta, una pietra miliare, chiavi, una fontana che spruzza alle sue preghiere o un libro. È anche raffigurato mentre giace in un tempio sul mare.

## La basilica di San Clemente a Roma

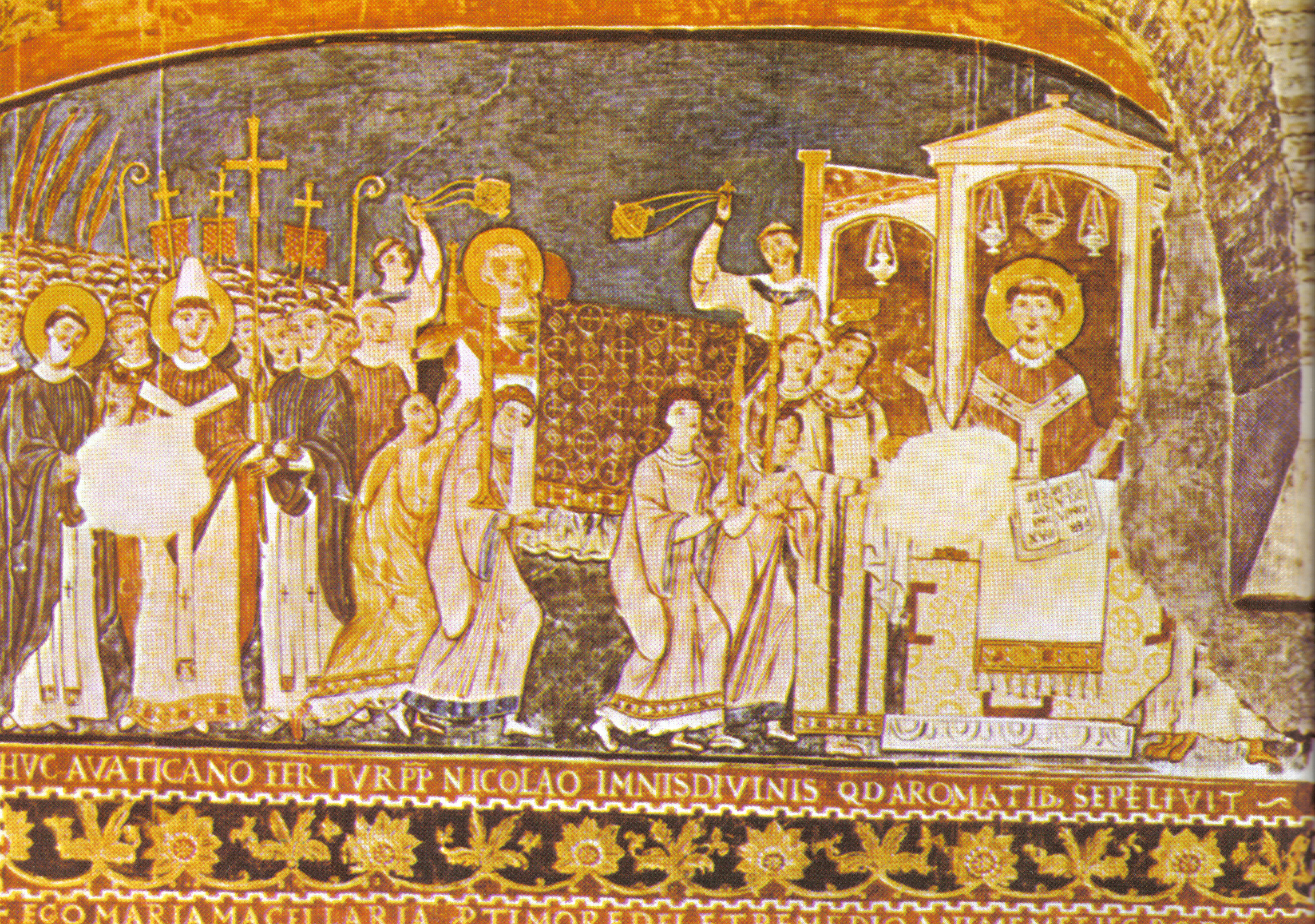
Affresco dalla basilica inferiore di San Clemente a Roma, raffigurante la traslazione del corpo del santo per opera dei santi Cirillo e Metodio.

La basilica di San Clemente a Roma sorge nella valle tra l'Esquilino e il Celio, sulla direttrice che unisce il Colosseo al Laterano. Fu ricostruita nei primi anni del XII secolo da papa Pasquale II sulle fondamenta di una chiesa più antica, edificata sotto Costantino I (morto nel 337) o poco dopo.
Negli affreschi della basilica sono raffigurati alcuni miracoli attribuiti a Clemente.

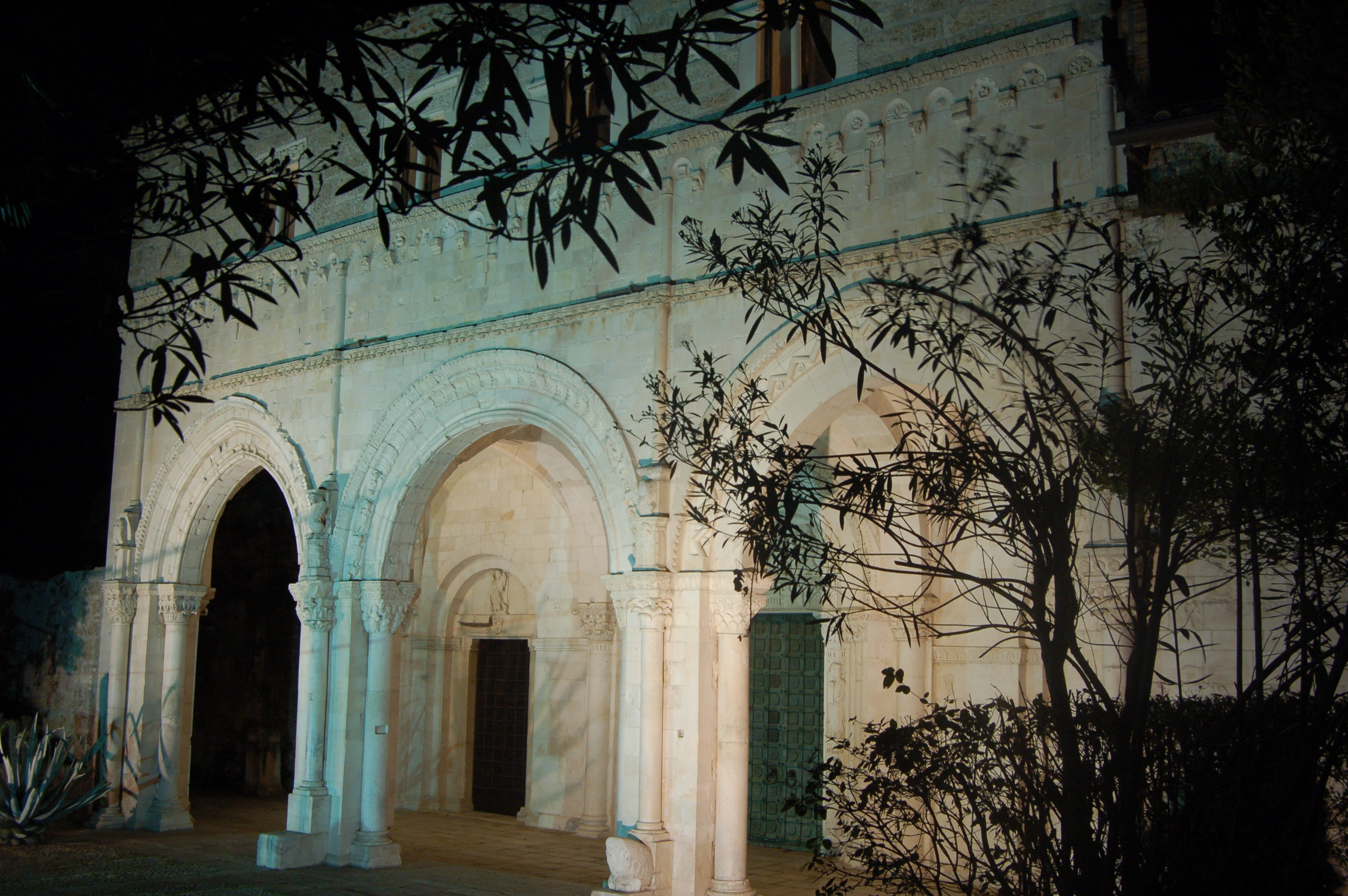
San Clemente a Casauria

## L'abbazia di San Clemente a Casauria
La chiesa fu costruita al limite della valle del Tirino, lungo il feudo longobardo di Casauria (Torre de' Passeri), concesso nell'871 da Ludovico II,  salvato da papa Adriano II. In segno di riconoscimento, Ludovico fece costruire il monastero lungo la Via Valeria, presso la vecchia chiesa di San Quirico, punto di radicale importanza per i traffici commerciali tra la Maiella e il mare, lungo il fiume Aterno. La scoperta delle ossa di papa Clemente e la successiva provvisoria conservazione presso il monastero abruzzese fecero assumere all'abbazia il nome di "San Clemente a Casauria". La vecchia chiesa romana sopra il Laterano fu costruita nel XII secolo sopra un preesistente edificio, e solo in quel periodo le reliquie del papa santo furono nuovamente traslate.
San Clemente I è il patrono dei seguenti comuni:
- Montenero Val Cocchiara (IS)
- Arienzo (CE)
- Canino (VT)
- Magione (PG)
- Pellezzano (SA)
- Povoletto (UD)
- Pelago (FI)
- Trecate (NO)
- Valdagno (VI)
- Velletri (RM)
- Diocesi di Velletri-Segni
- Casamarciano (NA)
- Candela (FG)
- Genga (AN)
- Bellinzago Novarese (NO)